# Durio oblongus
Durio oblongus Mast., 1875 è un albero della famiglia delle Malvacee, endemico del Borneo.

## Descrizione
L'albero può raggiungere l'altezza di 23 metri. I frutti non sono commestibili.

## Biologia
La specie si riproduce per impollinazione ornitogama ad opera di uccelli della famiglia Nectariniidae (Arachnothera spp.).

## Conservazione
La Lista rossa IUCN classifica Durio oblongus come specie prossima alla minaccia di estinzione (Near Threatened).